# International Plant Names Index
International Plant Names Index (IPNI) je databáze vědeckých jmen semenných rostlin, kapradin a jim příbuzných rostlin, zahrnující i základní bibliografické údaje, které s těmito názvy souvisí. Databáze dosahuje nejvyšší podrobnosti na úrovni druhů a rodů. Jejím cílem je eliminovat nutnost neustále vyhledávat primární zdroje při shánění bibliografických informací o rostlinných názvech.